# Poyntonophrynus parkeri
Espèce
Synonymes
- Bufo parkeri Loveridge, 1932

Statut de conservation UICN

 LC  : Préoccupation mineure
Poyntonophrynus parkeri est une espèce d'amphibiens de la famille des Bufonidae.

## Répartition
Cette espèce se rencontre :
- dans le sud de la vallée du Grand Rift au Kenya ;
- dans le centre de la Tanzanie.

## Description
Les mâles mesurent de 27 à 30 mm et les femelles de 31 à 32 mm.

## Étymologie
Cette espèce est nommée en l'honneur de Hampton Wildman Parker.

## Publication originale
- Loveridge, 1932 : New Reptiles and Amphibians from Tanganyika Territory and Kenya Colony. Bulletin of the Museum of Comparative Zoology, vol. 72, p. 374-387 (texte intégral).